# Phytophthora drechsleri
Espèce
Phytophthora drechsleri est une espèce d'oomycète phytopathogène de la  famille des Peronosporaceae.
Cet organisme est un  parasite obligatoire des plantes et provoque chez de nombreuses espèces végétales des symptômes de fonte des semis et de pourriture des racines (pourridié phytophthoréen) et des tiges.
C'est en particulier l'un des agents de la pourriture rose de la pomme de terre.

## Synonymes
- Phytophthora erythroseptica var. drechsleri (Tucker) Sarej., (1936)